# Anotogaster klossi
Anotogaster klossi е вид водно конче от семейство Cordulegastridae.

## Разпространение
Видът е разпространен във Виетнам.